# Campora (Castel San Pietro)
Campora è una frazione del comune svizzero di Castel San Pietro, nel Canton Ticino (distretto di Mendrisio).

## Storia
Già frazione di Caneggio, il 4 aprile 2004 è stato accorpato al comune di Castel San Pietro assieme ai comuni soppressi di Casima e Monte.

## Monumenti e luoghi d'interesse
- Oratorio di San Fermo, edificio neoclassico[2];
- Diverse tombe di epoca romana[senza fonte].

## Amministrazione
Ogni famiglia originaria del luogo fa parte del cosiddetto comune patriziale e ha la responsabilità della manutenzione di ogni bene ricadente all'interno dei confini della frazione.